# Katherine Jenkins
Pour les articles homonymes, voir Jenkins.

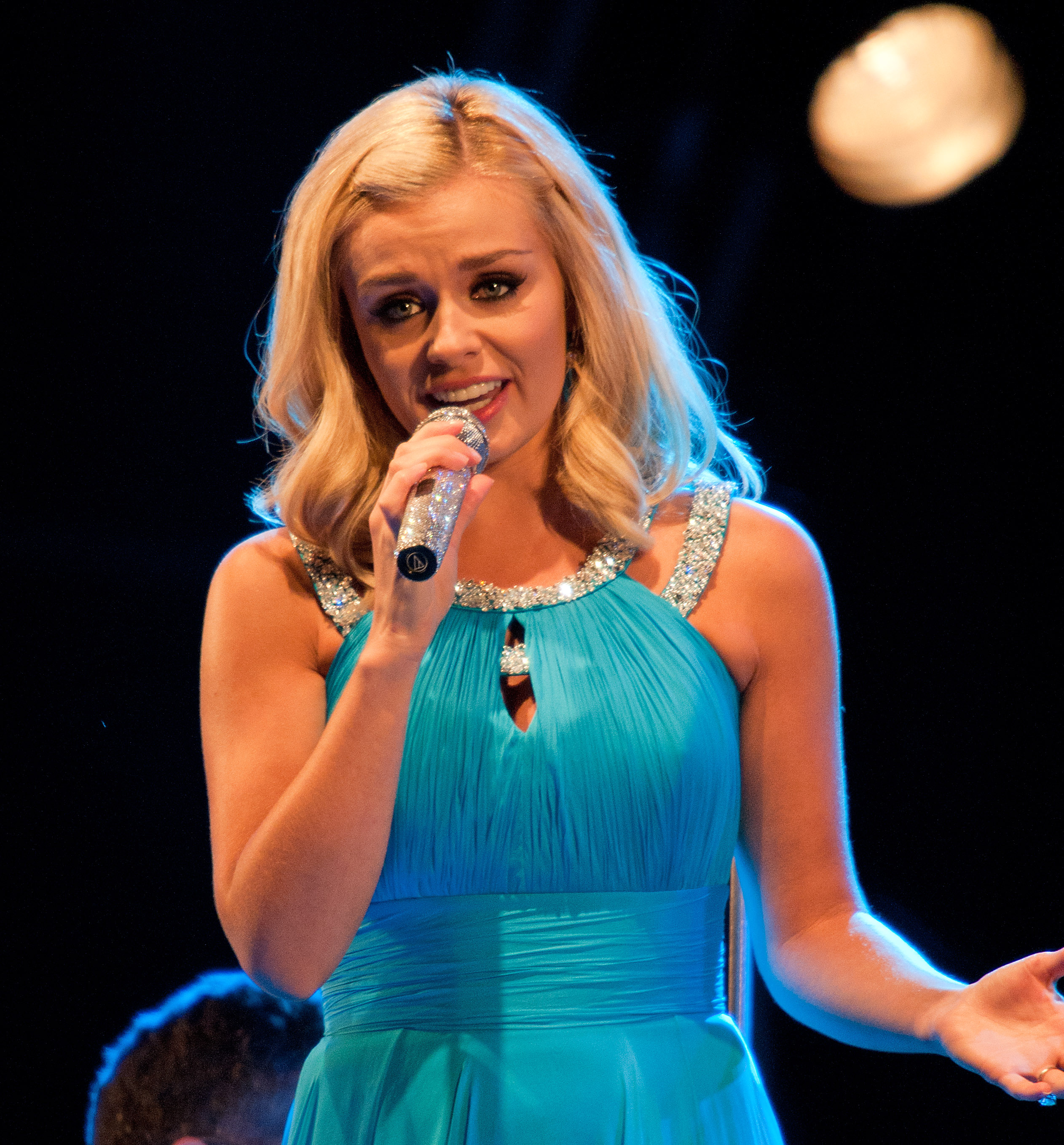
Katherine Jenkins en concert au Clumber Park en août 2011.

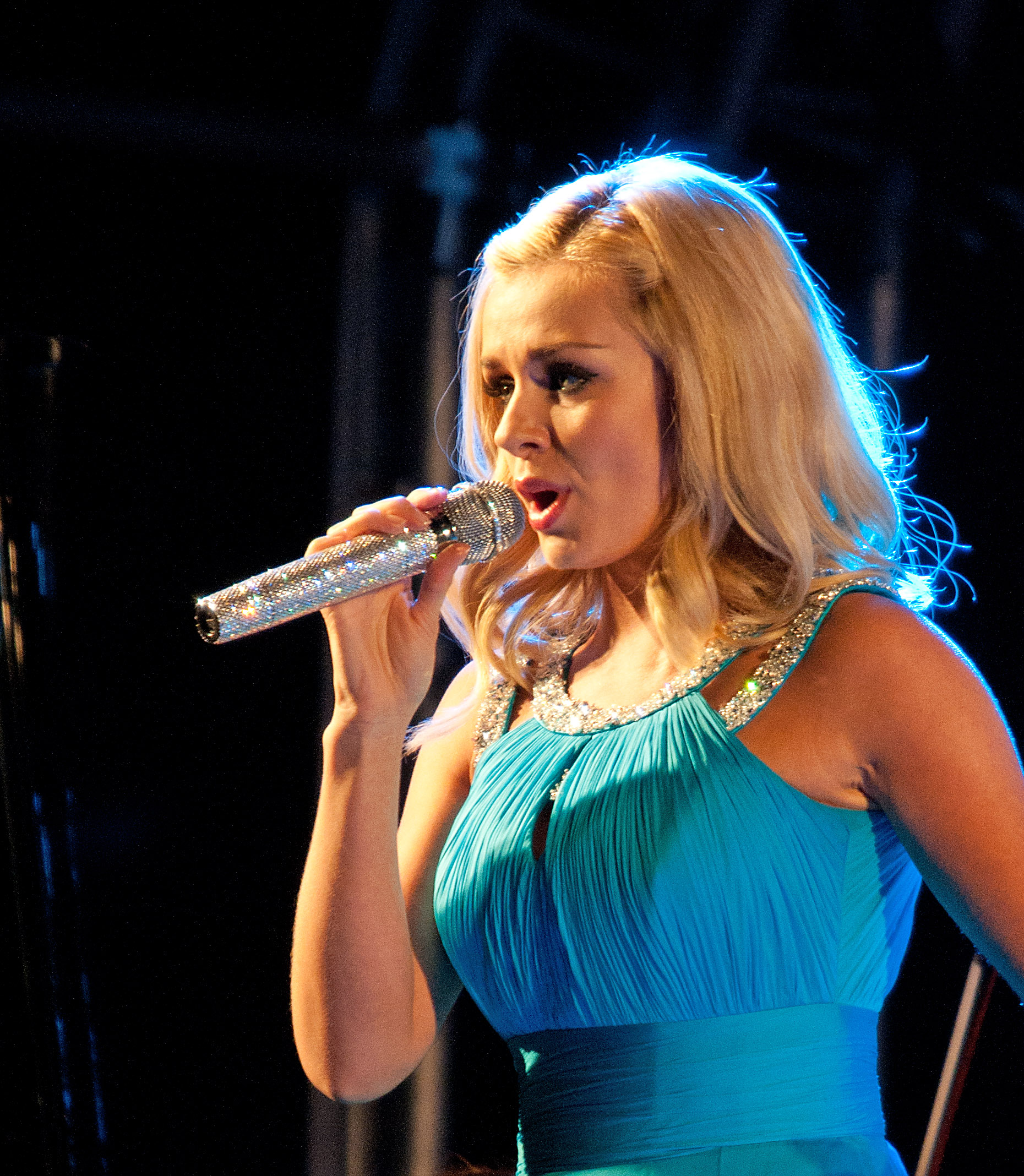
Katherine Jenkins en 2011.

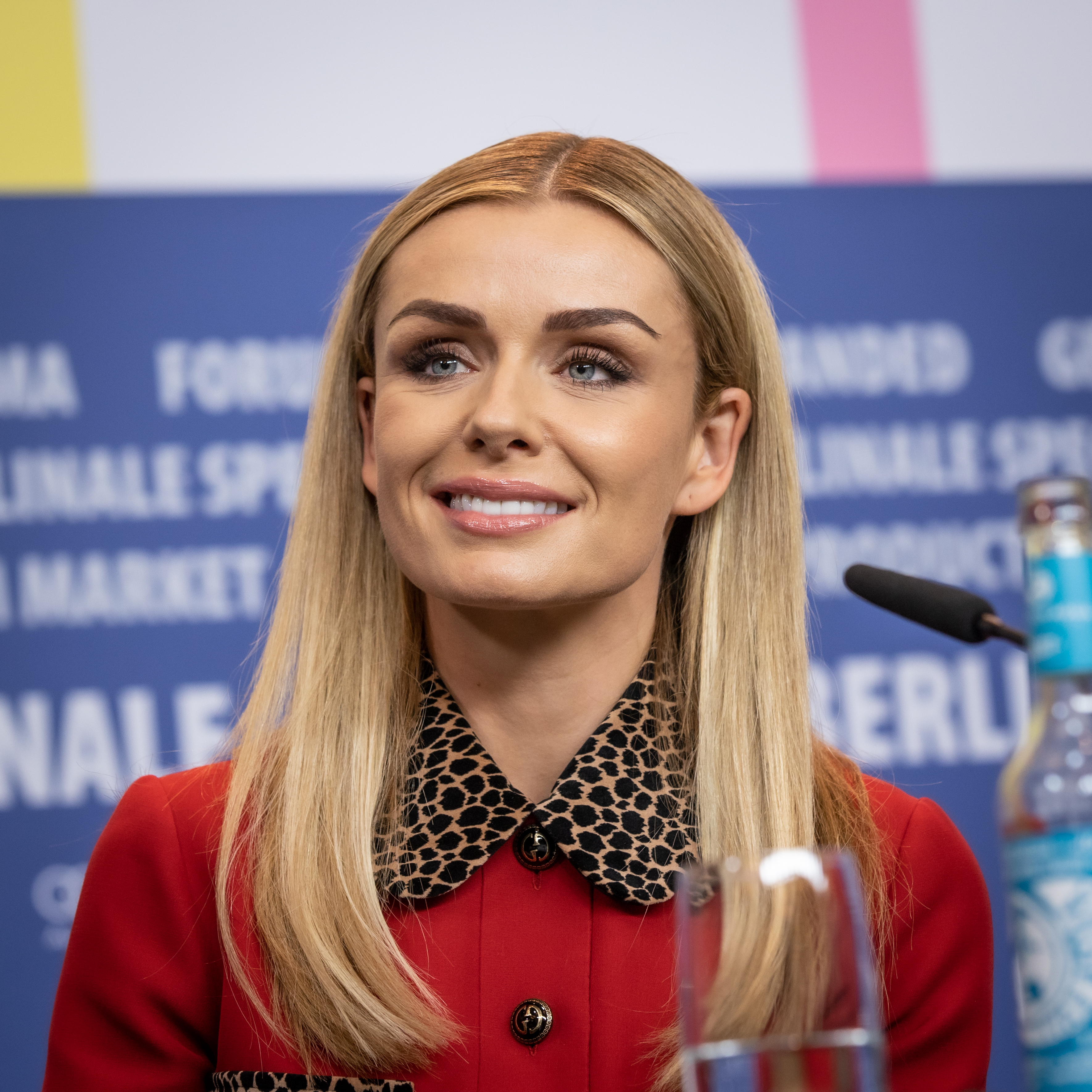
Katherine Jenkins à la Berlinale 2020.

Katherine Jenkins est une chanteuse mezzo-soprano galloise née le 29 juin 1980 à Neath. Elle est adepte du mélange entre les répertoires classique et pop,,.

## Biographie
Jenkins est née à Neath (Neath Port Talbot), Pays de Galles, où elle et sa sœur Laura ont été élevées par leurs parents Selwyn John (1924-1995) et Susan. En outre, elle a deux demi-sœurs du premier mariage de son père.
Elle fréquenta dans sa ville natale une école primaire confessionnelle « Alderman Davies », puis le lycée d'État « Dwr-y-Felin ». elle fut notée A au General Certificate of Secondary Education et passa ensuite le A-level.
Entre 1990 et 1996, Katherine Jenkins a été un membre de la chorale de la Royal School of Church Music de la cathédrale et a remporté le prix de Sainte-Cécile, la plus haute distinction RSCM pour les choristes féminines. Elle a également été membre du Chœur des jeunes du Pays de Galles pendant trois ans. Elle a remporté deux fois le concours annuel du chœur féminin du Pays de Galles organisé par BBC Radio 2 et une fois le concours annuel du chœur féminin du Pays de Galles organisé par le Black Entertainment Television. Elle a également reçu la bourses d'études du chanteur le plus prometteur du Pelenna Valley Male Voice Choir et à  l'âge de 17 ans, elle obtient une autre bourse pour étudier à la Royal Academy of Music. Elle y a également étudié l'italien, l'allemand, le français et le russe. Elle passa ses examens avec mention et obtint un diplôme de professeur de musique.

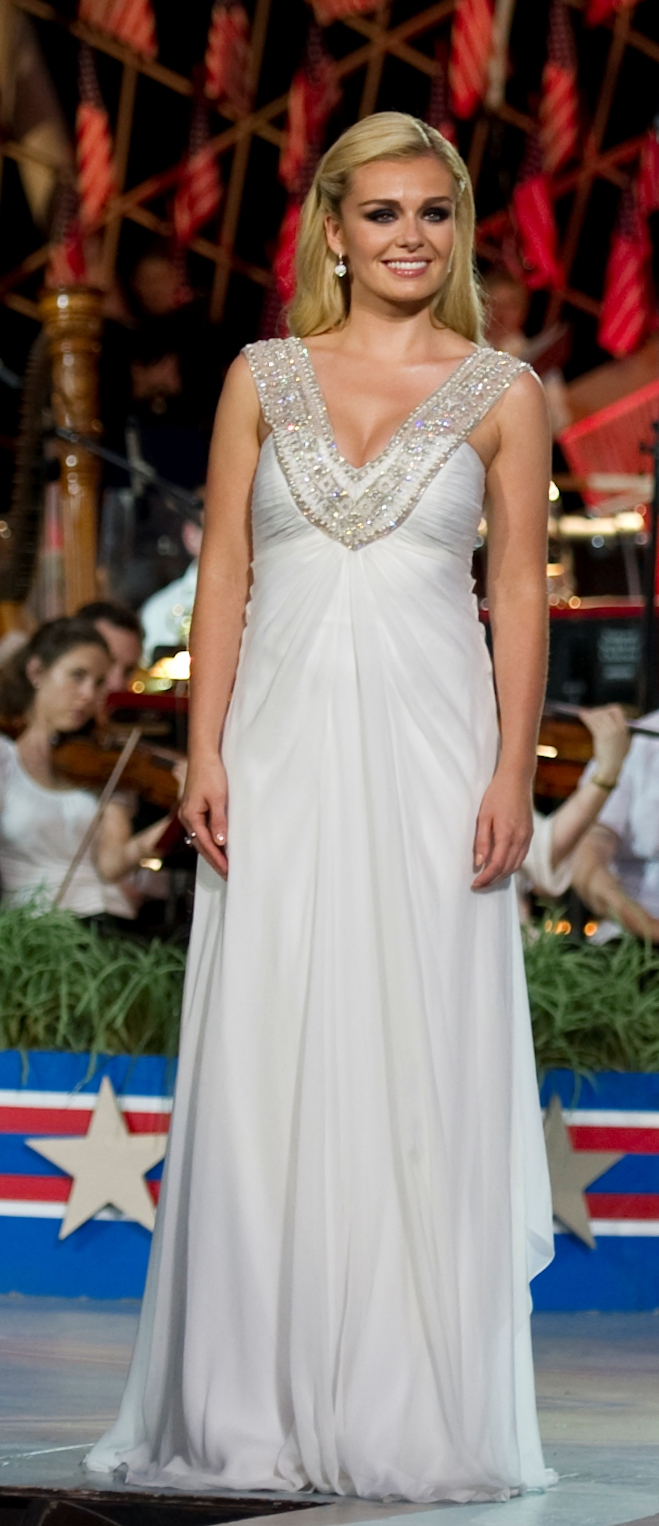
Katherine Jenkins en concert au Capitole des États-Unis en 2010.

Après avoir travaillé comme professeur de chant freelance, comme guide sur le London Eye puis comme mannequin, elle participe à un concours de modèle de mode et personnifia le Pays de Galles en l'an 2000. C'est alors qu'elle décida de poursuivre une carrière musicale. Sa démo trouva l'oreille d'Universal Classics & Jazz et elle a été invitée à une entrevue au cours de laquelle elle chanta Una voce poco fa de Rossini. Universal Classics & Jazz lui proposa un contrat pour 6 albums, le plus intéressant contrat jamais proposé en Angleterre en matière d'enregistrement de musique classique, à la hauteur d'un million de £.
Elle déclare s'être inspirée du livre de Madonna pour sa carrière.

## Discographie

### Singles
| Année | Single                          | Position graphique | Position graphique | Album          |
| Année | Single                          | UK                 | GER                | Album          |
| ----- | ------------------------------- | ------------------ | ------------------ | -------------- |
| 2005  | Time to Say Goodbye             | 76                 | —                  | Second Nature  |
| 2006  | Do Not Stand at My Grave & Weep | —                  | —                  | Living a Dream |
| 2006  | Green, Green Grass of Home      | 62                 | —                  | Serenade       |
| 2007  | I (Who Have Nothing)            | —                  | —                  | Rejoice        |
| 2008  | Hallelujah                      | 112                | —                  | Sacred Arias   |
| 2009  | I Believe (avec Andrea Bocelli) | —                  | —                  | Believe        |
| 2009  | Bring Me to Life                | 74                 | 46                 | Believe        |
| 2009  | Angel                           | —                  | —                  | Believe        |
| 2010  | Love Never Dies                 | —                  | —                  | Believe        |
| 2010  | Fear of Falling.                | —                  | —                  | Believe        |

## CD
- 2004 : Premiere
- 2004 : Second Nature
- 2005 : Living a Dream
- 2006 : Serenade
- 2007 : Rejoice
- 2008 : Sacred Arias
- 2009 : Believe
- 2011 : Daydream
- 2012 : This is Christmas
- 2014 : Home Sweet Home
- 2016 : Celebration
- 2018 : Guiding Light
- 2020 : Cinema Paradiso (chansons des bandes originales de films)

## Cinéma
- 2020 : Minamata de Andrew Levitas : Millie

## Télévision
- 2007 : Emmerdale : elle-même
- 2010 : Doctor Who (Le Fantôme des Noëls passés) : Abigail

À l'occasion de cet épisode, elle a interprété la chanson Silence Is All You Know écrite spécialement pour elle.
- 2012 : Dancing with the Stars (saison 14) : candidate au jeu (arrivée en seconde place)
- 2020 : The Masked Singer (Royaume-Uni, saison 1) : candidate au jeu, sous le costume de la pieuvre (arrivée en 3e position)

## Publications
- Time to Say Hello .. The Autobiography, Orion Publishing, 2009.